# Reggimento di Polizia del Sud
Il Reggimento di Polizia del Sud (in tedesco: Polizei-Regiment Süd) fu una formazione di polizia nazionale tedesca in uniforme, durante gli anni del nazismo. Durante l'operazione Barbarossa, fu subordinato alle Schutzstaffel (SS) e schierato nei territori occupati dai tedeschi, in particolare nelle retrovie meridionali. Nel luglio 1942, i suoi tre battaglioni costituenti furono ribattezzati 10º reggimento di polizia.
Insieme ai distaccamenti Einsatzgruppen e alla 1ª Brigata di fanteria delle SS, fu responsabile di numerosi omicidi di massa durante l'Olocausto e dei crimini contro l'umanità su larga scala contro la popolazione civile. La portata delle operazioni del reggimento fu nota all'intelligence britannica già dall'agosto 1941, ma per motivi di sicurezza nazionale questi documenti non furono rilasciati fino al 1993.

## Background e formazione
L'Ordnungspolizei tedesca fu lo strumento chiave dell'apparato di sicurezza della Germania nazista. Nel periodo prebellico, Heinrich Himmler, il capo delle SS, e Kurt Daluege, capo della Polizia dell'Ordine, cooperarono per trasformare le forze di polizia della Repubblica di Weimar nelle formazioni militarizzate pronte a servire gli obiettivi di conquista e annientamento razziale del regime. Le unità di polizia parteciparono all'annessione dell'Austria e all'occupazione della Cecoslovacchia. Le truppe di polizia furono inizialmente raggruppate in formazioni delle dimensioni di un battaglione per l'invasione della Polonia, dove furono schierate ai fini di sicurezza e polizia, partecipando anche alle esecuzioni e alle deportazioni di massa.
23 battaglioni della Polizia dell'Ordine avrebbero dovuto prendere parte all'Operazione Barbarossa, l'invasione dell'Unione Sovietica avvenuta nel 1941:
- 9 furono assegnati alle divisioni di sicurezza della Wehrmacht, tre per ciascuna area di retroguardia dell'esercito.
- 2 battaglioni furono assegnati al supporto degli Einsatzgruppen, gli squadroni della morte delle SS, e dell'Organizzazione Todt, il gruppo di costruzione militare.
- 12 furono raggruppati in reggimenti di tre battaglioni ciascuno, e designati come reggimenti di polizia sud, nord, centro e scopo speciale.[2]

Le unità di polizia assegnate alle divisioni di sicurezza della Wehrmacht e agli Einsatzgruppen erano motorizzate, al contrario di quelle formate in reggimenti. Gli obiettivi dei battaglioni di polizia furono di protezione della retroguardia dell'esercito tedesco, eliminando i resti delle forze nemiche; di sorvegliare i prigionieri di guerra; di proteggere le linee di comunicazione e le strutture industriali catturate. Le loro istruzioni inclusero anche, come ha affermato Daluege, il "combattimento degli elementi criminali, soprattutto politici".
Il reggimento di polizia del sud è stato formato nel giugno 1941 combinando i battaglioni di polizia 45, 303 e 314 sotto il comando di Hermann Franz, un poliziotto di carriera che aveva precedentemente prestato servizio nella Polonia occupata. I battaglioni furono guidati da professionisti della polizia in carriera, intrisi dell'ideologia del nazismo, guidati dall'antisemitismo e dall'antibolscevismo. Quando attraversò il confine tedesco-sovietico, il reggimento passò sotto il controllo di Friedrich Jeckeln, SS- und Polizeiführer per il gruppo dell'esercito sud in Ucraina.

## Storia operativa

### Prime operazioni di uccisione
Dopo l'addestramento, mentre era ancora nella Polonia occupata, il battaglione di polizia 314 partecipò ai rastrellamenti dei civili polacchi per la deportazione nei campi di lavoro in Germania. Le azioni del reggimento degenerarono rapidamente fino al genocidio quando si trovarono nell'Unione Sovietica occupata. Iniziarono a giustiziare donne e bambini ebrei nel luglio 1941. Il 22 luglio, il battaglione di polizia 314 uccise 214 ebrei in un insediamento vicino a Kovel, comprese intere famiglie. Il reggimento di polizia 45 uccise l'intera popolazione ebraica di Shepetovka mentre fu di stanza tra il 26 luglio e il 1º agosto. Gli ordini provenirono dal comandante del reggimento, che agì su ordine di Heinrich Himmler.
Durante i mesi estivi, il battaglione prese parte alle azioni congiunte con la 1ª Brigata di Fanteria SS delle Waffen-SS, fornendo supporto e compiendo uccisioni indipendenti. Il rapporto della brigata del 19 agosto allo stato maggiore del comando Reichsführer-SS, cioè del personale operativo delle SS istituito per l'invasione, rilevò che il battaglione di polizia 314 aveva giustiziato 25 ebrei e 16 ucraini. Lo stesso rapporto rilevava che i battaglioni di polizia 45 e 303 e la brigata delle SS parteciparono congiuntamente al "combattimento tra bande". Il rapporto del 22 agosto affermò che il battaglione di polizia 314 uccise 3 donne partigiane, 19 banditi e 537 ebrei. Il rapporto del 21 agosto descrisse più in dettaglio l'uccisione di 367 ebrei da parte del battaglione in una "azione di pulizia" mentre assicurava le linee di rifornimento tedesche, mentre il rapporto del 22 agosto rilevò che l'unità giustiziò 28 ucraini con l'accusa di "incendio doloso". Nell'ultima settimana di agosto il battaglione uccise altri 294 ebrei.

### Escalation della violenza
Nel mese di agosto, il reggimento uccise gli ebrei a Slavuta, Kovel e in altre aree, spesso uccidendo centinaia di vittime al giorno per battaglione. Il 25 agosto uccise 1153 ebrei, mentre il 27 agosto ne uccise altri 914.
A settembre, il battaglione di polizia 45 partecipò all'omicidio degli ebrei a Berdichev, isolando il luogo dell'esecuzione e portando le vittime nei box dove furono uccise dalla compagnia del personale di Jeckeln: furono uccisi circa 16000 ebrei. Alla fine di settembre, i battaglioni di polizia 45 e 314 supportarono l'Einsatzkommando 6 nell'assassinio di 10000 ebrei a Vinnitsa.
Durante il massacro di Babij Jar del 29-30 settembre 1941, il personale del battaglione di polizia 45 circondò l'area, mentre il Sonderkommando 4a e un plotone di uomini delle Waffen-SS eseguirono le riprese. Anche il battaglione di polizia 303 partecipò al massacro.

### Storia successiva
Le attività di uccisione sia dei distaccamenti dell'Einsatzgruppen che del reggimento di polizia del sud rallentarono con l'avanzare della Wehrmacht, poiché molti più ebrei riuscirono a fuggire verso est la densità della popolazione ebraica prebellica fu inferiore nell'Ucraina orientale. Le operazioni di omicidio continuarono, prendendo di mira ebrei, comunisti ed "elementi sospetti". Nel luglio 1942 il reggimento fu ribattezzato 10º Reggimento di Polizia.

## L'intelligence britannica
Mentre le attività del reggimento della polizia del sud, del distaccamento Einsatzgruppen e della 1ª brigata delle SS procedevano, i rapporti degli squadroni della morte venivano intercettati e decodificati dall'MI6, il servizio di intelligence britannico. Nell'ambito di Ultra, il programma britannico di decrittaszione dei segnali, le strutture di decifrazione dei codici a Bletchley Park decodificarono e analizzarono i messaggi. Il capo dell'MI6, Stewart Menzies, comunicò i messaggi decifrati direttamente al primo ministro britannico Winston Churchill.
Il primo messaggio decifrato fu il rapporto del 18 luglio sugli omicidi di massa da parte del reggimento di polizia di oltre 1100 ebrei a Slonim, nella retroguardia dell'esercito. Tra fine luglio e inizio agosto, sono state regolarmente intercettate altre segnalazioni simili: i primi messaggi che menzionarono gli omicidi del reggimento di polizia del sud furono intercettati il 23 agosto, con il battaglione di polizia 314 che riportava le esecuzioni di 367 ebrei a sud-est di Kiev. Apparentemente irritato dalla portata delle atrocità, Churchill pronunciò un discorso alla radio il 24 agosto, dove dichiarò:
A partire dal 27 agosto, Bletchley Park consegnò i rapporti appositamente preparati sulle attività delle truppe di polizia. A questo punto, l'intelligence britannica aveva sufficienti e dettagliate informazioni sulle attività delle truppe di polizia nelle aree occupate sia meridionali che centrali. Il 12 settembre l'Ordnungspolizei cambiò il cifrario; il giorno successivo, agli ufficiali delle SS fu ordinato di interrompere la trasmissione dei loro rapporti via radio.

## Conseguenze
L'Ordnungspolizei nel suo insieme non fu dichiarata come organizzazione criminale dagli Alleati, a differenza delle SS. I suoi membri furono in grado di reintegrarsi nella società tedesca quasi indisturbati, con molti di loro che tornarono alle carriere di polizia in Austria e Germania occidentale. I membri del battaglione di polizia 314 furono indagati dalle autorità austriache, con almeno due ex membri che fornirono le testimonianze sulle uccisioni di massa degli ebrei. Un ex membro testimoniò che il metodo di uccisione fu cambiato dall'uso di armi leggere e carabine alle mitragliatrici poiché il primo fu ritenuto "troppo noioso".
Per motivi di sicurezza nazionale, il programma Ultra è rimasto classificato dopo la guerra e le decrittazioni relative alle attività delle truppe di sicurezza e di polizia durante la guerra non furono condivise con gli alleati della Gran Bretagna. Di conseguenza, non furono utilizzate come prova durante i processi di Norimberga o nelle successive indagini sui crimini di guerra tedeschi e sui crimini contro l'umanità.
Le decifrazioni furono definitivamente rilasciate nel 1993.

### Approfondimenti
- Phillip W. Blood, Hitler's Bandit Hunters: The SS and the Nazi Occupation of Europe, Potomac Books, 2006, ISBN 978-1-59797-021-1.
- Geoffrey P. Megargee (a cura di), Encyclopedia of Camps and Ghettos, 1933–1945, II, Bloomington, Indiana University Press, 2009, ISBN 978-0-253-35328-3.
- Joseph E. Persico, Roosevelt's Secret War: FDR and World War II Espionage, Random House, 2002, ISBN 0-3757-6126-8.